# Max Q (Raumfahrtphysik)
In der Luft- und Raumfahrttechnik bezeichnet Max Q den Punkt (im räumlichen und zeitlichen Sinn), an dem die aerodynamische Belastung auf ein Flugobjekt, das sich in Bereichen mit stark veränderlicher Luftdichte bewegt, ihr Maximum erreicht. Neben dem Abtrennen von Außentanks oder Raketenstufen ist Max Q einer der kritischen Zeitpunkte während eines Raketenstarts. Auch beim Wiedereintritt eines Raumflugkörpers existiert ein Max Q.
Die Belastung wird beschrieben durch den Staudruck
{\displaystyle q={\frac {\rho }{2}}\,v^{2}}
mit der Dichte ρ und der Geschwindigkeit v.

## Anwendung in der Raumfahrt
Nach dem Start einer Rakete von der Erdoberfläche steigt aufgrund der Beschleunigung die Geschwindigkeit v, während die Luftdichte ρ mit zunehmender Höhe sinkt. Bei einer bestimmten Kombination aus Geschwindigkeit und Dichte ist der auf das Flugobjekt wirkende Staudruck maximal, was dem Punkt Max Q entspricht.
Beim Start des Space Shuttle wurde Max Q und damit die größte Belastung der Struktur etwa nach einer Minute Flugdauer in einer Höhe von etwa 11.000 m erreicht. Beim Start der Mondrakete Saturn V war Max Q etwas später in größerer Höhe, bei Apollo 8 war dies nach 79 Sekunden bei 13.400 m, für die Falcon 9 von Space X gelten die gleichen zwei Werte. Beim Wiedereintritt der Apollo-Kapsel war der maximale Staudruck größer als beim Start der Saturn V. Dagegen erzeugte das Space Shuttle bereits bei mäßigem Staudruck genügend aerodynamischen Auftrieb, um den Abstieg in dichtere Luftmassen hinauszuzögern.